# Южно-карельские диалекты
Южно-карельские диалекты (юго-восточные диалекты) (фин. Kaakkoismurteet) — диалекты финского языка, на которых говорят в Юго-Восточной Финляндии, которая включает территории современной Южной Карелии и Кюменлааксо. До Второй мировой войны их также использовали на Карельском перешейке, в Северном Приладожье и Ингерманландии.

## История
Южно-карельская диалектная группа произошла от древнего карельского языка, смешанного с материалом западных диалектов финского языка.

## Классификация диалектов
Диалекты можно разделить на четыре основные группы:
1. собственно южно-карельские (юго-восточные) диалекты;
2. промежуточные диалекты общины Леми (к юго-западу от озера Сайма);
3. промежуточные диалекты района города Сортавала;
4. диалекты Ингерманландии. В настоящее время на ингерманландских диалектах говорят лишь некоторые пожилые ингерманландцы.

## География
Историческая область распространения южно-карельских диалектов финского языка простирается от общин Савитайпале, Тайпалсаари, Руоколахти в Финляндии на севере, через Карельский перешеек до исторической области Ингерманландия на юге.

Довоенный ареал распространения южно-карельских диалектов

Общины довоенной Финляндии, где говорили на южно-карельских диалектах финского языка: Антреа, Харлу, Хейнйоки, Хийтола, Яаккима, Йоханнес, Йоутсено, Яаски, Каннельярви, Каукола, Кирву, Кивеннапа, Койвисто, Куолемаярви, Куркиёки, Кякисалми, Лахденпохья, Лавансаари, Лаппеэнранта, Леми, Лумиваара, Луумяки, Метсяпиртти, Миехиккяля, Муолаа, Нуйямаа, Париккала, Пюхяярви, Раутъярви, Рауту, Руоколахти, Ряйсяля, Саари, Саккола, Савитайпале, Сейскари, Симпеле, Сортавала, Суоменниеми, Сяккиярви, Тайпалсаари, Тютярсаари, Уукуниеми, Уусикиркко, Вахвиала, Валкъярви, Виипури, Виролахти, Вуоксела, Вуоксенранта, Юлямаа и Эуряпяя, а также двуязычные Импилахти и преимущественно карелоязычные Салми, Суйстамо и Суоярви .

## Отличия диалектов

### Фонетика
- В качестве эквивалента d нормативного финского в диалектах используется нулевая морфема или глайд:
 paan, poan, puan «padan», lehen, syvän, ve(j)än «lehden, sydän, vedän».
- Различные эквиваленты ts нормативного финского:

metsä: metsän (на Карельском перешейке и в Ингерманландии)
messä: messän (в районе Выборга и Вуоксенлааксо)
mettä: metän (в западной части ареала)
mehtä: mehtän (в Приладожье)
- Представление длинных гласных a / ä:

maa, pää (на побережье Финского залива (в западной части Карельского перешейка), в районе Выборга и в районе расселения эвремейсов в Ингерманландии)
moa, peä / mua, piä (на южном побережье Саймы, в Приладожье, а также в савакотских диалектах Ингерманландии).
- Дифтонги uo, yö, ie не расширяющиеся: 
tuop, syöp, viep «tuo, syö, vie».
- Общая геминация[фин.] согласных, за исключением крайней западной части диалектного ареала: 
sannoo, makkaa
- Особая геминация в диалектах района Сортавалы: 
paimennii «paimenia», ihmissii «ihmisiä».
- Палатализация (отсутствует в диалектах западной части Карельского перешейка): 
kot’, ves’, män’, pal’jas/pal’l’as, kuor’, tuoh’, lähetʹtʹii
- Окончания в глаголах третьего лица единственного числа в глаголах с окончанием -ee лабиализованы как в карельском языке, в диалектах Саво и южно-остроботнских диалектах[фин.]: 
tulloo/tulluo «tulee», männöö/männyö «menee», laskoo/laskuo «laskee» и т. д.

### Морфология
- Экстенсивный падеж[англ.]: 
 siint, kotont, ulkont «siitä, kotoa, ulkoa», pois paimenent «(jäi) pois paimenen työstä».
- Образование множественного числа через окончание -loi (отсутствует в самых западных частях диалектного ареала): 
taloloi(ta) «taloja», tyttölöil(l)e «tytöille».

### Лексика
- В личных местоимениях во множественном числе используется дифтонг yö: 
myö, työ, hyö «me, te, he»; meijen/mein, teijen/tein, höijen/heijen/hein
- В корне глагола mennä присутствует гласная ä: 
 männä : mänen : männöö / männyö.

## Характерные особенности

### Фонетика
- Характерное удлинение или трифтонгизация короткой гласной первого слога для двусложных слов.

jok(i) : joo, e / juoi «joki : joen»
saaje, soaje, suaje : sattee, sattie, satie satee «sade : sateen».
- В некоторых диалектах в послеслогах перед притяжательными суффиксами встречается межгласная h: 
etehein «eteeni», tupaheis «tupaasi» (иллатив), kotiheena «kotiinne»; другие случаи появления h, например, jokahine «jokainen», alahal «alhaalla», ylähäl «ylhäällä».
- Дифтонгизация долгих гласных в послеслогах в диалекте южного берега Саймы и отчасти в ареале средневекового карельского языка в восточной части Карельского перешейка, а также во всей Восточной Ингерманландии: 
talluo, makkoamoa / makoamoa / makkuamua, venniese, sannuo / sanuo, näkkyö / näkyö, karkoa «taloon, makaamaan, veneeseen, sanoo, näkee, karkaa».
- Сочетания гласных ea/eä («korkea, pimeä») изменяются на:

korkia, pimiä (в выборгском диалекте, в самых западных и в ингерманландских диалектах)
korkii, pi(m)mii (в северных диалектах)
korkee, pimmee (в диалектах западной части Карельского перешейка по типу диалектов Саво)
- Сильное ударение в интонации, особенно на юго-западе (например, в общинах Виролахти и Луумяки), где отсутствует образование множественного числа через окончание -loi: 
peltoil, tyttöile, kaikkiis paikkois
- Использование сочетаний согласных sk и st как в карельском языке:

koski : kosen, isen «isken», uskoo «uskoa/uskoo», uson «uskon»
pessä, juossa «pestä, juosta»; (sie) peset, juokset.
- Использование в личных местоимениях единственного числа дифтонга ie: 
mie, sie; minnuu, minuu, miul; sinnuu, sinuu, siul; miuta, siuta (в диалекте общины Лаппее[фин.]); miuva; siuva (в западных диалектах); hää, heä, hiä.
- В некоторых случаях в третьем лице единственного числа для образования настоящего времени к глаголу добавляется окончание -p. 
tuop, viep, heitäip, karkeloip «(hän) tuo, vie, heittäytyy, karkelee».
- Долгие гласные в окончании глаголов в третьем лице множественного числа:

в настоящем времени: tulloot, jättäät, tulluot, jätteät/jättiät «tulevat, jättävät»
в несовершенном виде: tulliit, jättiit «tulivat, jättivät».
- Потеря последней гласной (чаще всего a, ä и i): 
kirkos «kirkossa», yhten päivän «yhtenä päivänä», puol' viiś «puoli viisi»
- Нулевая морфема в активных причастиях прошедшего времени, как в диалектах Ингерманландии и в эстонском языке: 
antant «antanut», ei kuult «ei kuullut», tult «tullut», hää mänt «hän meni».
- Притяжательные аффиксы: 
 issäi(ń) «isäni», issäiś «isäsi», issään / isäse(n) «isänsä».
- В большинстве диалектов вопросительная частица не связана напрямую с произношением согласного, а только с положением языка:
 tulluok(s)? «tuleeko», pojatik(s)? «pojatko».
- В большей части диалектного ареала отсутствует удвоение окончаний:
 tule_tänne, ei tie_miel' männä «ei tee mieli mennä».

### Лексика
- Все или большинство южно-карельских диалектов объединяет наличие большого объёма устаревшей нормативой лексики, применительно к сельскому хозяйству и строительству:
 atra «вилы», otra «ячмень», liina «конопля», silta «дощатый пол» и так далее.

## Отличия отдиалектов Саво

### Фонетика
- Дифтонги, оканчивающиеся на i-, u-, y- не редуцируются (кроме говоров района Сортавалы): 
poika, köyhä, laulu.
- Промежуточные гласные, т. н. гласные заднего ряда, не используются (кроме говоров района Сортавалы): 
 jalka, silmä, vanha[6][7].